# Legături de sânge (film)
Legături de sânge  (titlu original: Hellraiser: Bloodline) este un film de groază științifico-fantastic american din 1996 regizat de Kevin Yagher. Este al patrulea film din seria Hellraiser a lui Clive Barker și servește atât ca prequel cât și ca sequel. În rolurile principale joacă actorii Doug Bradley, Bruce Ramsay, Valentina Vargas, Kim Myers, Adam Scott, Christine Harnos, Charlotte Chatton, Mickey Cottrell, Paul Perri, Pat Skipper și Tom Dugan. Este primul film în care joacă actorul Adam Scott. Aceasta este ultimul film Hellraiser care a fost lansat în cinematografe și ultimul la care a avut orice fel de implicare creatorul seriei  Clive Barker. De asemenea, este ultimul film din punct de vedere al cronologiei din universul fictiv Hellraiser. 

## Prezentare
Este anul 2127. Pinhead, Cenobitul cel rău al seriei Hellraiser, apare la bordul unei stații spațiale din spațiul cosmic, stație condusă de cercetătorul Doctor Paul Merchant. Misiunea acestuia este de a închide porțile  iadului odată pentru totdeauna. Asta pentru că strămoșul său, un fabricant francez de jucării din secolul al XVIII-lea, a construit o cutie-puzzle malefică care deschide porțile către un tărâm asemănător iadului. De-a lungul timpului, urmașii acestuia au încercat să-l oprească pe Pinhead. Dar acum, Dr.Merchant a construit o cutie-puzzle „inversă” care va închide porțile iadului în loc de a o deschide.

## Distribuție
- Doug Bradley - Pinhead
- Bruce Ramsay - Philippe "Toymaker" Lemarchand / John Merchant / Doctor Paul Merchant
- Valentina Vargas - Peasant Girl / Angelique / Angelique-Cenobite
- Kim Myers - Bobbi Merchant
- Adam Scott - Jacques
- Christine Harnos - Rimmer
- Charlotte Chatton - Genevieve Lemarchand
- Mickey Cottrell - Duc de L'Isle
- Paul Perri - Edwards
- Pat Skipper - Carducci
- Tom Dugan - Chamberlain
- Jody St. Michael - Chatterer Beast
- Louis Turenne - Auguste de L'Moure
- Courtland Mead - Jack Merchant
- Wren T. Brown - Parker
- Sally Willis - MINOS Space Station Computer Voice
- Louis Mustillo - Sharpe
- Kenneth Tobey - Hologram-Priest (nemenționat)
- Andrew Magnus - Delvaux - Gambler 2 / Clown-Cenobite 2 (nemenționat)

## Vezi și
- Listă de filme cu stații spațiale